# Iryanthera tessmannii
Iryanthera tessmannii är en tvåhjärtbladig växtart som beskrevs av Markgraf. Iryanthera tessmannii ingår i släktet Iryanthera och familjen Myristicaceae. Inga underarter finns listade i Catalogue of Life.